# Mehrfamilienhaus Am Seedeich 12

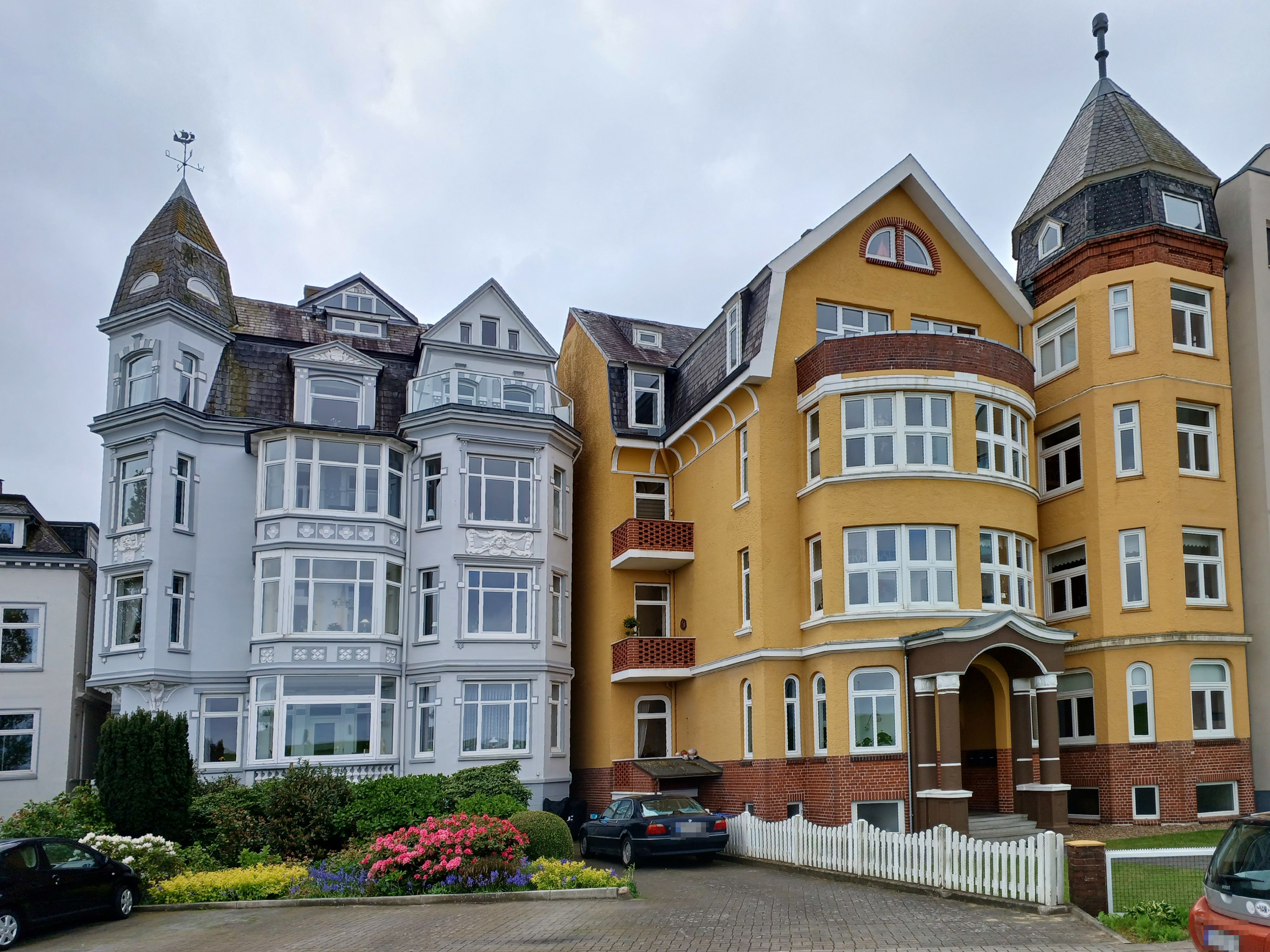
Am Seedeich 12 (links) und 13 (rechts)

Das Mehrfamilienhaus Am Seedeich 12, südlich des Deiches, in der niedersächsischen Kreisstadt Cuxhaven im Landkreis Cuxhaven, stammt vom Anfang des 20. Jahrhunderts. Aktuell wird es als Wohn- und Ferienhaus genutzt.
Das Gebäude steht unter Denkmalschutz (siehe auch Liste der Baudenkmale in Cuxhaven).

## Geschichte und Beschreibung
Das dreigeschossige giebelständige verputzte und vollunterkellerte Gebäude mit schiefergedecktem Walmdach wurde 1908 im eklektizistischen Stil gebaut. Die Fassaden wurden durch verschiedene Erker differenziert gestaltet sowie an der Nordostecke durch einen viergeschossigen und viereckigen Turm mit schiefergedeckter Haube. Die Brüstungsfelder der Fenster sind durch Stuckelemente gestaltet. Das Haus gehört zu einer kleinen Gruppe (mit Familienhäusern Am Seedeich Nr. 8, Nr. 9, Nr. 11, Nr. 13) von denkmalgeschützten Wohnhäusern.
Das Landesdenkmalamt befand u. a.: „… Zu den Wohnbauten am Seedeich in Cuxhaven gehören auch einige stattliche Mehrfamilienhäuser gehobenen Standards, die das Bild der Straße bis heute prägen.“